# Jüdischer Friedhof (Norden)
Der Jüdische Friedhof Norden befindet sich außerhalb des historischen Stadtzentrums von Norden unmittelbar neben dem städtischen christlichen Friedhof Am Zingel. Er ist öffentlich zugänglich und kann jederzeit besichtigt werden. Die jüdische Gemeinde legte den Friedhof im 16. Jahrhundert an. Damit ist er der älteste in der Region. Der Friedhof wird nach dem Untergang der dazugehörigen Gemeinde zur Zeit des Nationalsozialismus nicht mehr für Beerdigungen genutzt. Insgesamt sind auf dem 5783 Quadratmeter großen Areal 318 Grabsteine erhalten geblieben, von denen der älteste aus dem Jahre 1659 und der jüngste aus dem Jahr 1938 stammt. Seit 1990 erinnert ein Sammel-Grabstein an neun Personen, die zwischen 1938 und 1940 beigesetzt wurden.

## Geschichte

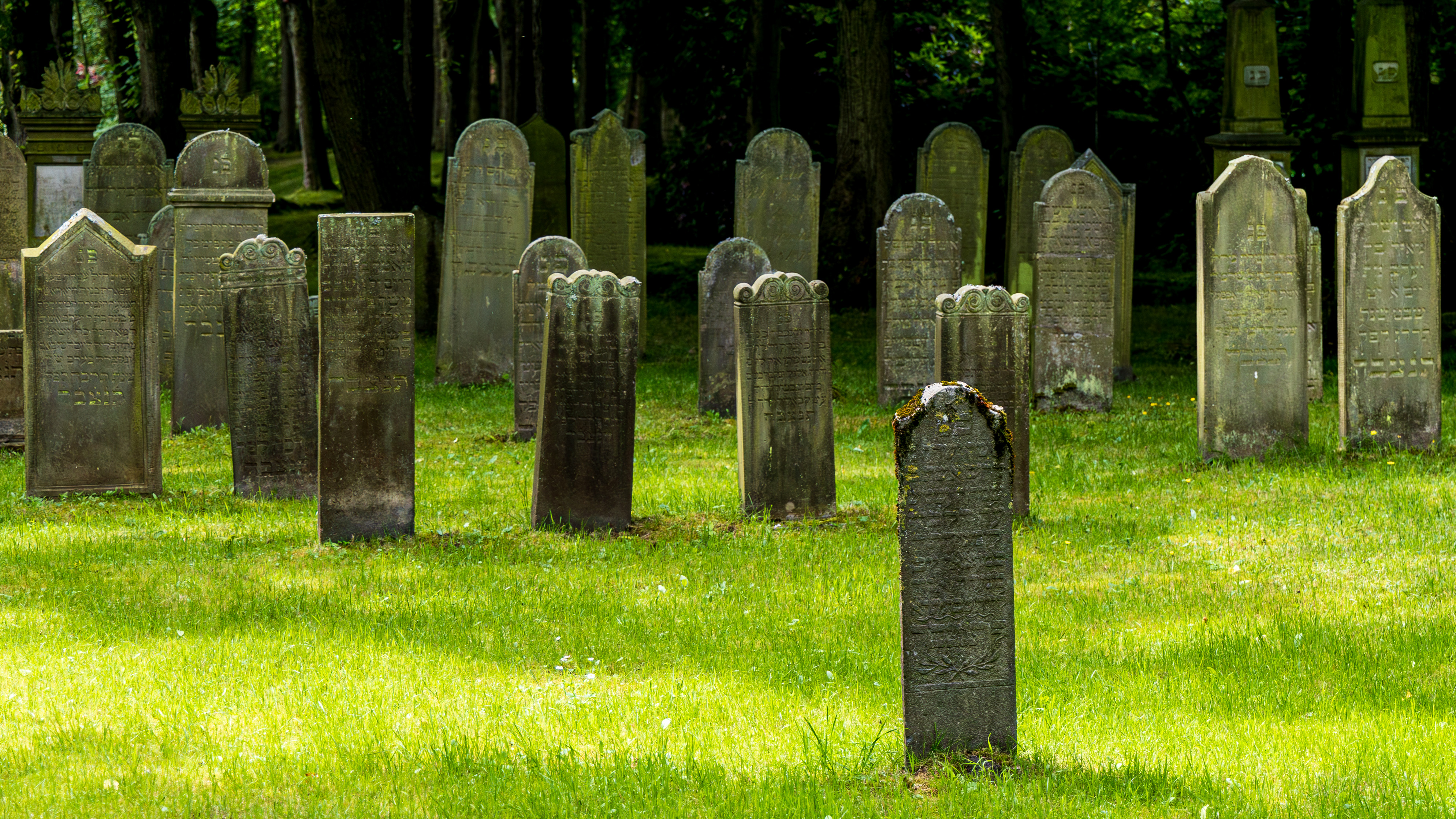
Der jüdische Friedhof in Norden

Es ist unklar, wann die Gemeinde den Friedhof anlegte. Er befindet sich auf einem Wall, der ursprünglich das Kloster Marienthal begrenzte. Erstmals werden Juden in Norden im Jahre 1581 genannt. Er ist der älteste in der Region und diente teilweise bis ins 18. Jahrhundert auch den Juden von Aurich, Emden, Esens und Wittmund als letzte Ruhestätte.
Ein erster Hinweis auf den Friedhof datiert auf den 22. August 1669. An diesem Tage beschwerte sich der in Norden ansässige Hofjude Meyer Calmans bei der Fürstin Christine Charlotte darüber, dass Hirten auf den jüdischen Friedhof eindringen, der bereits vor 100 Jahren vom Vorsteher des Norder Armenhauses gepachtet worden sei. Die Fürstin gestattete der Gemeinde daraufhin, das Areal einzuzäunen. Bei der Erneuerung des Pachtvertrages im September 1669 wurden diese Angaben bestätigt und darauf hingewiesen, dass die Juden nach Anweisung die Heuer alle Jahr richtig bezahlt und erstattet hätten. Der Friedhof wurde in den Jahren 1738, 1770 und 1894 erweitert und bis zum Ende der Gemeinde im Jahre 1940 belegt.
Das Mahnmal zur Erinnerung an die ermordeten Männer, Frauen und Kinder der ehemaligen Synagogengemeinde Norden wurde am 21. Juni 2005 auf dem jüdischen Friedhof aufgestellt.